# Gluon

Symbol gluonu (tzw. sprężynka) stosowany jako oznaczenie gluonu na diagramach Feynmana

Pętla gluonowa

Gluon (z ang. glue, klej) – bezmasowa cząstka elementarna pośrednicząca w oddziaływaniach silnych (bozon pośredniczący), polegających na wymianie gluonów między kwarkami lub między innymi gluonami. Gluon przenosi ładunek kolorowy i nie ma ładunku elektrycznego (jest obojętny elektrycznie). Gluony są kwantami pola Yanga-Millsa. Teorią opisującą oddziaływania gluonów i kwarków jest chromodynamika kwantowa.
Wymieniane między kwarkami gluony tworzą pole sił kolorowych. Gluony mają własny ładunek kolorowy, dlatego oprócz przenoszenia oddziaływań pomiędzy kwarkami potrafią oddziaływać same z sobą, co prowadzi na przykład do powstania pętli gluonowych w diagramach Feynmana. Gluony występują w ośmiu stanach kwantowych odpowiadającym różnym kolorom; jednym ze sposobów na ich zapisanie jest:
- {\displaystyle r{\overline {g}}} (gluon czerwono-antyzielony)
- {\displaystyle g{\overline {b}}} (gluon zielono-antyniebieski)
- {\displaystyle b{\overline {r}}} (gluon niebiesko-antyczerwony)
- {\displaystyle g{\overline {r}}} (gluon zielono-antyczerwony)
- {\displaystyle b{\overline {g}}} (gluon niebiesko-antyzielony)
- {\displaystyle r{\overline {b}}} (gluon czerwono-antyniebieski)
- {\displaystyle {\frac {1}{\sqrt {2}}}(r{\overline {r}}-b{\overline {b}})}
- {\displaystyle {\frac {1}{\sqrt {6}}}(r{\overline {r}}+b{\overline {b}}-2g{\overline {g}})}

Gluony jako nośniki oddziaływania silnego, mają ładunki podwójne: jeden kolor i jeden antykolor, jednakże każdy gluon przenosi tylko jeden ładunek kolorowy: albo jeden kolor, albo jeden antykolor. Przykładowo istnieje gluon czerwono-antyniebieski (gluon czerwony/antyniebieski), który przenosi kolor czerwony. Gdy kwark emituje lub pochłania gluon, wtedy kolor kwarka ulega zmianie. Przypuśćmy na przykład, że kwark czerwony zamienia się w kwark niebieski i wysyła gluon czerwono-antyniebieski. Taki gluon jest pochłaniany przez inny kwark niebieski. W wyniku absorpcji gluonu czerwono-antyniebieskiego niebieski kwark zamienia się w kwark czerwony.

Kwarki mają kolory przenoszone przez gluony. Kwark może występować w trzech odmianach: czerwonej, zielonej i niebieskiej. Antykwarki mają kolory: antyczerwony, antyzielony i antyniebieski. Gluony, jako nośniki oddziaływania silnego, mają ładunki podwójne: jeden kolor i jeden antykolor. Gdy kwark emituje lub pochłania gluon, kolor kwarka musi ulec zmianie, aby zachować ładunek kolorowy. Kwarki znajdujące się we wnętrzu hadronu wysyłają i pochłaniają gluony tak często, że nie można zaobserwować koloru pojedynczego kwarka
Mezon π+ (pion dodatni) złożony jest z jednego kwarka górnego u i jednego antykwarka dolnego d (układ ud), związanych silnym oddziaływaniem przenoszonym przez gluony